# ニュー・ジューク・ボックス・ヒッツ
『ニュー・ジューク・ボックス・ヒッツ』（New Juke Box Hits）は、チャック・ベリーが1961年に発表した5作目のスタジオ・アルバム。

## 背景
収録曲の大部分は本作が初出だが、「アイム・トーキング・アバウト・ユー」と「リトル・スター」は、1961年2月に発売されたシングルのA面/B面曲である。「アイム・トーキング・アバウト・ユー」、「ルート66」、「リップ・イット・アップ」の3曲は1961年1月の録音で、この時のセッションではエレクトリックベースが導入された。残りの曲は1960年2月から4月にかけての録音で、ウィリー・ディクスンがダブル・ベースを弾いている。
「ルート66」は、ナット・キング・コールの歌唱により1946年にヒットした曲のカヴァーで、更にタンパ・レッドの「ドント・ユー・ライ・トゥ・ミー」、B.B.キングの「スウィート・シックスティーン」、リトル・リチャードの「リップ・イット・アップ」といったカヴァー曲も収録された。
1964年に発売されたオランダ盤再発LP (PAR 119)は、タイトルが『Juke Box Special』に変更され、ジャケットもオリジナルLPと異なる。

## 評価・影響
William Ruhlmannはオールミュージックにおいて5点満点中3.5点を付け「結果として優れたロックンロールのセットとなったが、ベリーが以前に発表したアルバムと同等とは言えない」と評している。
ローリング・ストーンズは、ファースト・アルバム『ザ・ローリング・ストーンズ』（1964年）において、本作のヴァージョンに基づいた「ルート66」を取り上げており、また、1965年のアルバム『アウト・オブ・アワ・ヘッズ』では、「アイム・トーキング・アバウト・ユー」を「Talkin' 'Bout You」と改題した上でカヴァーした。

## 収録曲
特記なき楽曲はチャック・ベリー作。
1. アイム・トーキング・アバウト・ユー "I'm Talking About You" – 1:50
2. ディプロマ・フォー・トゥー "Diploma for Two" – 2:30
3. サーティーン・クエスチョン・メソッド "Thirteen Question Method" – 2:16
4. アウェイ・フロム・ユー "Away from You" – 2:39
5. ドント・ユー・ライ・トゥ・ミー "Don't You Lie to Me" (Hudson Whittaker) – 2:09
6. ザ・ウェイ・イット・ワズ・ビフォー "The Way It Was Before" – 2:54
7. リトル・スター "Little Star" – 2:47
8. ルート66 "Route 66" (Bobby Troup) – 2:53
9. スウィート・シックスティーン "Sweet Sixteen" (Joe Josea, B.B. King) – 2:47
10. ラン・アラウンド "Run Around" – 2:33
11. ストップ・アンド・リッスン "Stop and Listen" – 2:27
12. リップ・イット・アップ "Rip It Up" (John Marascalco, Robert Blackwell) – 2:10